# Jorge Añez
Jorge Luis Añez Torrico (Cochabamba, 9 de septiembre de 1999) es un futbolista boliviano. Juega como lateral izquierdo o interior izquierdo y su actual equipo es Universitario de Vinto de la Primera División de Bolivia.

## Trayectoria

### San José
En 2019 Añez fue fichado por San José debutó profesionalmente el 22 de febrero en un encuentro ante Oriente Petrolero. Convirtió su primer gol el 14 de abril encaminando a su equipo en la victoria 6:2 sobre Always Ready. Acabó esa temporada disputando cuarenta encuentros con la primera plantilla. Fue reconocido como uno de los talentos de la temporada 2019 y nominado a mejor sub-20.
Su progresión continuó la temporada siguiente al disputar 15 encuentros y jugar por primera vez la Copa Libertadores 2020.

### Nacional Potosí
En 2022 se confirma su fichaje por Nacional Potosí.

## Selección nacional
En 2019 fue convocado por el entrenador César Farías a la Selección de Bolivia Sub-23.

## Estadísticas
| Club                            | Div.          | Temporada     | Liga  | Liga  | Internacional | Internacional | Total | Total |
| Club                            | Div.          | Temporada     | Part. | Goles | Part.         | Goles         | Part. | Goles |
| ------------------------------- | ------------- | ------------- | ----- | ----- | ------------- | ------------- | ----- | ----- |
| C. D. San José · Bolivia        | 1.ª           | 2019          | 40    | 4     | —             | —             | 40    | 4     |
| C. D. San José · Bolivia        | 1.ª           | 2020          | 13    | 0     | 2             | 0             | 15    | 0     |
| C. D. San José · Bolivia        | 1.ª           | 2021          | 21    | 2     | —             | —             | 21    | 2     |
| Total club                      | Total club    | Total club    | 74    | 6     | 2             | 0             | 76    | 6     |
| C. A. Nacional Potosí · Bolivia | 1.ª           | 2022          | —     | —     | —             | —             | 0     | 0     |
| Total club                      | Total club    | Total club    | –     | –     | –             | –             | 0     | 0     |
| F. C. Universitario · Bolivia   | 1.ª           | 2022          | 3     | 0     | —             | —             | 3     | 0     |
| Total club                      | Total club    | Total club    | 3     | 0     | –             | –             | 3     | 0     |
| Total carrera                   | Total carrera | Total carrera | 77    | 6     | 2             | 0             | 79    | 6     |
| 1. 2.                           |               |               |       |       |               |               |       |       |

## Palmarés

#### Distinciones individuales
| Distinción              | Año  |
| ----------------------- | ---- |
| Nominado a mejor Sub-20 | 2019 |